# المراقبات
المراقبات نام کتابی از میرزا جواد ملکی تبریزی است. در این کتاب مؤلف دربارهٔ مهم‌ترین اعمال و مراقبات در طولِ سال بحث کرده و نکاتی دربارهٔ سیر و سلوک و معارف اسلامی را مطرح کرده‌است. مسائلی از قبیل: ذکر برخی از وقایع تاریخ اسلام، حقیقت قرآن، آداب قرائت قرآن، آداب و شرایط دعا، بعثت، غدیر، ولایت، اخلاص، اسرار حج و مباهله در این کتاب مطرح شده‌اند.
علامه سید محمد حسین طباطبایی استاد اخلاق و تفسیر این کتاب را بهترین کتاب در عبودیت و تقرب و مراقبت می‌داند.

## ترجمه ها به فارسی
- ترجمه المراقبات، تحقیق آقای محمد مهدی سازندگی، انتشارات اوج علم
- ترجمه المراقبات، محمدجواد مولوی نیا، انتشارات وانک
- ترجمه المراقبات، احمد بانپور (۱۳۹۴)، انتشارات استوار
- ترجمه المراقبات، ابراهیم محدث بندر ریگی، نشر اخلاق